# Rhodesiella
Rhodesiella is een vliegengeslacht uit de familie van de halmvliegen (Chloropidae).

## Soorten
- R. brimleyi Sabrosky, 1947
- R. plumiger (Meigen, 1830)
- R. rotundata Nartshuk, 1991